# Brendan Galloway
Brendan Joel Zibusiso Galloway (Zimbabwe, 17 maart 1996) is een Engels-Zimbabwaans voetballer die als linksback en als centrale verdediger kan spelen. Hij tekende in augustus 2014 een vijfjarig contract bij Everton, dat hem voor een niet bekendgemaakt bedrag overnam van Milton Keynes Dons.

## Clubcarrière
Galloway komt uit de jeugdacademie van Milton Keynes Dons, de club uit zijn geboortestad. Hij debuteerde op 12 november 2011 op vijftienjarige leeftijd in de eerste ronde van de FA Cup tegen Nantwich Town, die met 6-0 gewonnen werd. Zijn debuut maakte hem de jongste speler in de hoofdmacht van MK Dons ooit. Op 28 april 2012 debuteerde Galloway in de League One tegen Rochdale. Op 9 november 2013 scoorde de verdediger zijn eerste doelpunt voor MK Dons in de eerste ronde van de FA Cup tegen F.C. Halifax Town. In augustus 2014 tekende Galloway een vijfjarig contract bij Everton. Op 16 mei 2015 debuteerde hij in de Premier League tegen West Ham United. Door een blessure bij Leighton Baines mocht hij op de openingswedstrijd van het seizoen 2015/16 in de basiself starten tegen Watford.

## Clubstatistieken
| Team               | Seizoen        | Competitie     | Competitie | Competitie | FA Cup | FA Cup | League Cup | League Cup | Andere | Andere | Totaal | Totaal |
| Team               | Seizoen        | Divisie        | Weds       | Goals      | Weds   | Goals  | Weds       | Goals      | Weds   | Goals  | Weds   | Goals  |
| ------------------ | -------------- | -------------- | ---------- | ---------- | ------ | ------ | ---------- | ---------- | ------ | ------ | ------ | ------ |
| Milton Keynes Dons | 2011/12        | League One     | 1          | 0          | 1      | 0      | 0          | 0          | 0      | 0      | 2      | 0      |
| Milton Keynes Dons | 2012/13        | League One     | 1          | 0          | 1      | 0      | 0          | 0          | 0      | 0      | 2      | 0      |
| Milton Keynes Dons | 2013/14        | League One     | 8          | 0          | 3      | 1      | 1          | 0          | 1      | 0      | 13     | 1      |
| Milton Keynes Dons | Totaal         | Totaal         | 10         | 0          | 5      | 1      | 1          | 0          | 1      | 0      | 17     | 1      |
| Everton            | 2014/15        | Premier League | 2          | 0          | 0      | 0      | 0          | 0          | 0      | 0      | 2      | 0      |
| Everton            | 2015/16        | Premier League | 4          | 0          | 0      | 0      | 0          | 0          | 0      | 0      | 4      | 0      |
| Carrièretotaal     | Carrièretotaal | Carrièretotaal | 15         | 0          | 5      | 1      | 1          | 0          | 1      | 0      | 22     | 1      |

## Interlandcarrière
Galloway speelde vier keer voor Engeland –17. Op 14 oktober 2013 debuteerde hij voor Engeland –18 in een oefeninterland tegen Hongarije –18. Galloway speelde de volledige wedstrijd als centrale verdediger. In 2014 debuteerde hij voor Engeland –19.
1 Palmer ·
2 Furlong ·
3 Holgate ·
4 Styles ·
5 Bartley ·
6 Ajayi ·
7 Wallace  ·
8 Molumby ·
9 Maja ·
10 Swift ·
11 Diangana ·
12 Dike ·
14 Heggem ·
17 Diakité ·
18 Grant ·
19 Dobbin ·
20 Račić ·
21 McNair ·
22 Johnston ·
23 Wildsmith ·
24 Frabotta ·
27 Mowatt ·
30 Cann ·
31 Fellows ·
44 Cole ·
Coach: Corberán